# Néstor Asprilla
Néstor Asprilla (Palmira, Valle del Cauca, Colombia; 28 de enero de 1986) es un futbolista colombiano. Juega de mediocampista.

## Trayectoria
Llega a mediados del 2011 al Melgar de Arequipa para ayudarlo a salir de baja, motivo que se logra.
Como anécdota en un partido amistoso entre la Selección Peruana y Melgar tuvo un gran encuentro debido a ello Santiago Acasiete y Claudio Pizarro le dieron su camiseta.
Fue campeón de la Primera B 2013 con el Fortaleza FC.

## Clubes
| Club            | País        | Año         |
| --------------- | ----------- | ----------- |
| Girardot F.C.   | Colombia    | 2006 - 2007 |
| Expreso Rojo    | Colombia    | 2008        |
| Juventud Soacha | Colombia    | 2009        |
| Atlético Huila  | Colombia    | 2010 - 2011 |
| FBC Melgar      | Perú        | 2011        |
| Fortaleza FC    | Colombia    | 2012 - 2013 |
| Chorrillo F. C. | Panamá      | 2013 - 2014 |
| Atlético Marte  | El Salvador | 2015        |
| Malacateco      | Guatemala   | 2015        |
| Bogotá FC       | Colombia    | 2017 - 2018 |